# Lotte van den Berg
Lotte van den Berg (ur. 19 grudnia 1975 w Groningen) – holenderska reżyserka, happenerka, performerka i autorka spektakli teatralnych.

## Życiorys
Jest córką Jozefa van den Berga – producenta teatralnego. Ukończyła Amsterdam School of the Arts (Wydział Reżyserii). Wcześniej krótko próbowała studiować prawo w Amsterdamie. Tworzyła sztuki wraz z zespołami holenderskimi, francuskimi i belgijskimi. Uważana jest za przedstawicielkę tzw. holenderskiego minimalizmu. Tworzy bardzo osobisty styl, który nakłania widzów do kontemplacji różnych perspektyw postrzegania rzeczywistości. Współpracuje z profesjonalistami, ale także z amatorami, występując zarówno w teatrach, jak i w obszarach życia codziennego. 
Po studiach występowała m.in. w następujących teatrach: NNT w Groningen, Het Lab van de Berenkuil w Utrechcie, Teatrze Malpertuis w Tielt i Theater Stap w Turnhout. W 2014 założyła w Amsterdamie grupę artystyczną Trzecia Przestrzeń (Third Space). 

## Nagrody
Zdobyła m.in. Erik Vos prize i Charlotte Kohler prize.